# Heinrich Warczak
Heinrich Warczak (* 27. Mai 1902 in Duisburg; † 22. April 1986) war ein deutscher Politiker (Zentrum, CDU).

## Leben und Beruf
Nach dem Besuch der Volksschule und des Gymnasiums mit dem Abschluss Abitur studierte er Rechtswissenschaften an den Universitäten Münster, Bonn und Heidelberg. Das erste und das zweite Staatsexamen legte er 1926 bzw. 1929 ab. Er war dann als Rechtsanwalt und später auch als Notar in Duisburg tätig.

## Partei
Tollmann war ursprünglich Mitglied des Zentrums. Am 24. März 1958 trat er nach einer Koalitionskrise der SPD/FDP/Zentrum-Regierung in Nordrhein-Westfalen gemeinsam mit Jakob Ballensiefen, Ignaz Lünenborg, Eberhard Nickel, Peter Tollmann und Josef Weber zur CDU über. Er war in zahlreichen Gremien des Zentrums aktiv.

## Abgeordneter
Vom 5. Juli 1950 bis zum 12. Juli 1958 war Warczak Mitglied des Landtags des Landes Nordrhein-Westfalen. Er rückte stets über die Landesliste seiner Partei in den Landtag ein. Er war Mitglied im Rat der Stadt Duisburg.